# Перестраховщик
Не путать с перестрахователем.

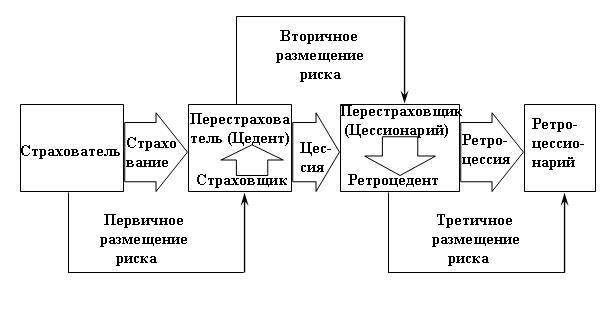

Перестраховщик, перестраховочная компания (англ. reinsurer, нем. Rückversicherer) —
страховщик, принимающий (акцептующий) риск в перестрахование, часто при посредничестве перестраховочного брокера
.

## Права и обязанности перестраховщика
Права и обязанности перестраховщика определяются договором перестрахования.
Приняв в перестрахование риск на основе договора перестрахования, перестраховщик может частично передать его другому страховщику (перестраховщику). Эта операция третичного и последующего размещения рисков получила название ретроцессия.
Схема взаимодействия перестраховщика в рамках договора первичного перестрахования (цессии) и вторичного и последующего перестрахования (ретроцессии) представлена на рисунке.
Согласно ст. 967 ГК РФ ответственным перед страхователем по основному договору страхования за выплату страхового возмещения или страховой суммы остаётся страховщик по этому договору. Перестраховщик выполняет свои обязательства перед перестрахователем, то есть страховой компанией, заключившей основной договор страхования, в том объёме, который предусмотрен заключённым договором перестрахования, после выполнения страховщиком своих финансовых обязательств перед страхователем.

## Крупнейшие перестраховочные компании
В качестве перестраховщика выступает как правило более крупная перестраховочная компания, называемая профессиональным перестраховщиком. Профессиональные перестраховщики занимаются только перестрахованием, заключая договоры перестрахования со страховыми компаниями по всему миру. Крупнейшими перестраховочными компаниями в мире являются: Мюнхенское перестраховочное общество, Швейцарское перестраховочное общество, SCOR, Reinsurance Group of America и другие
Перечень крупнейших перестраховщиков и их доля на мировой рынке перестрахования приведен ниже:
| Место | Название перестраховщика              | Доля на мировом рынке перестрахования | Кредитный рейтинг S&P в 2001 | Рейтинг S&P в 2008 | Рейтинг S&P в 2010 |
| ----- | ------------------------------------- | ------------------------------------- | ---------------------------- | ------------------ | ------------------ |
| 1     | Мюнхенское перестраховочное общество  | 21 %                                  | AA+                          | АА-                | АА-                |
| 2     | Швейцарское перестраховочное общество | 14 %                                  | ААА                          | АА-                | А+                 |
| 3     | Hannover Re                           | 9 %                                   | AA+                          | AA-                | AA-                |
| 4     | Berkshire Hathaway                    | 8 %                                   | AAA                          | AAA                | AA+                |
| 5     | Lloyd's of London                     | 6 %                                   | A                            | A+                 | A+                 |
| 6     | SCOR                                  | 5 %                                   | AA-                          | A-                 | A-                 |
| 7     | Reinsurance Group of America          | 4 %                                   | A                            | A-                 | A-                 |
| 8     | Transatlantic Re                      | 2 %                                   | AA                           | AA-                | A+                 |
| 9     | Partner Re                            | 2 %                                   | AA-                          | AA-                | AA-                |
| 10    | Everest Re                            | 2 %                                   | AA                           | AA-                | A+                 |
|       | Итого                                 | 73 %                                  |                              |                    |                    |

## В культуре
- В цикле исторических детективных романов Вячеслава Каликинского «Агасфер»[6] в Москве в самом конце XIX века открывается вымышленное перестраховочное товарищество на паях «Злобин и компания», под крышей которого действуют российская военная зарубежная разведка и контрразведка (Разведочное отделение), возглавляемое полковником Лавровым. В такой организационной форме в Российской империи перестраховочное общество в реальности не могло быть создано.